# 베트남의 교통

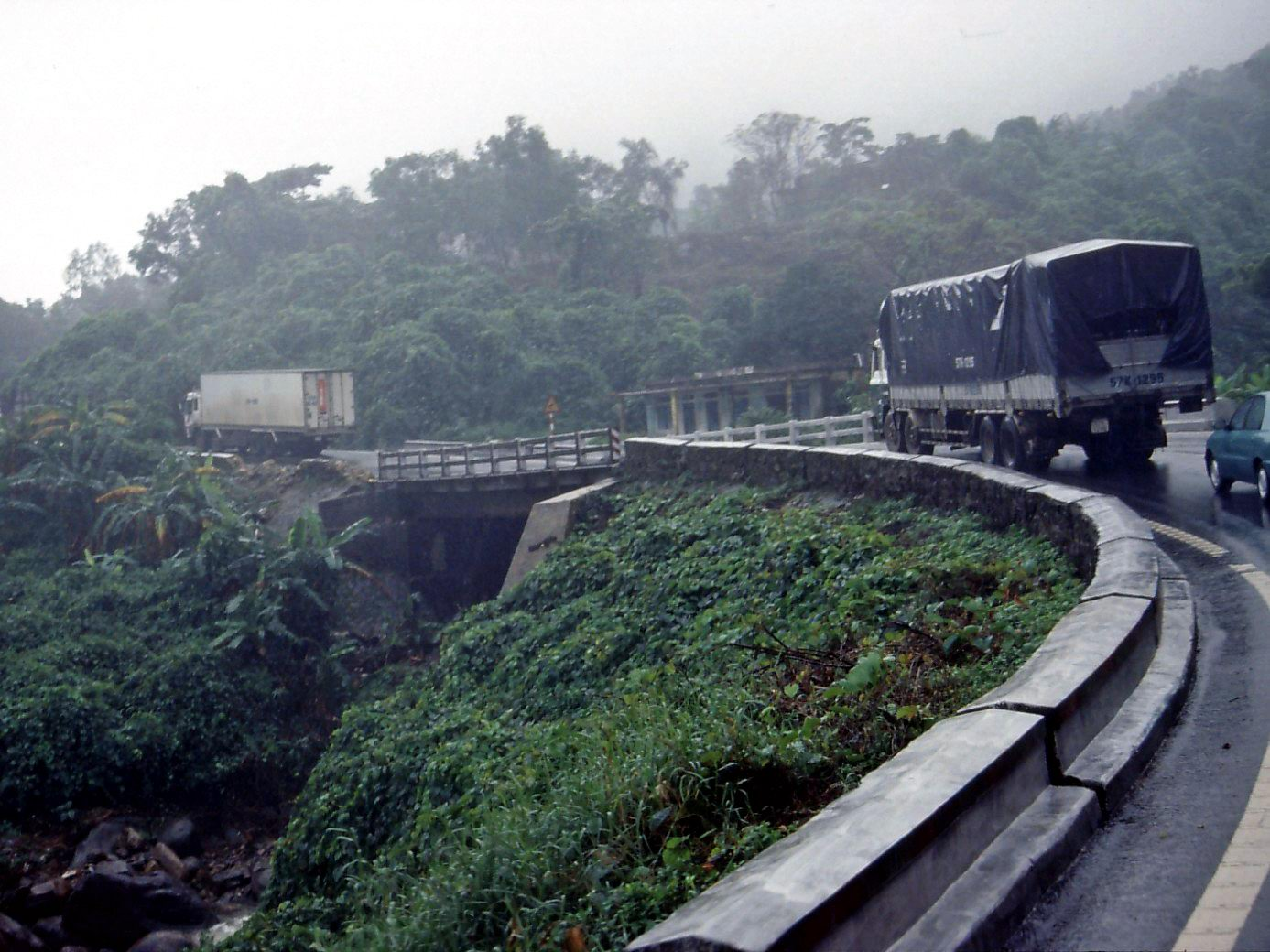
하이반 고갯길

베트남의 근대적 교통 체계는 프랑스 식민지 시대에 수확한 농산물울 운송할 목적으로 발달하기 시작하였고, 베트남 전쟁의 결과 파괴된 교통 체계를 재건하고 근대화하였다. 가장 일반적인 교통 수단은 도로 운송이며, 도로망도 남부의 주요 도시로 공로가 이어져 있고 북부의 하노이·하이퐁·남딘(Nam Dinh)을 잇는 외에 건설중인 것도 있으나 철도와 함께 육상 교통은 전쟁의 피해로 충분한 기능을 발휘하지 못했었다. 도시 간 이동에 일반 시외버스와 오픈 투어 버스(Open tour bus)를 이용할 수 있다. 철도는 단선으로 총길이 2,347km에 이르러, 철도 밀도는 70.7km/10,000km2이다. 대부분이 미터 궤간 선로이며, 총 7개의 노선이 있다. 이 중, 가장 길고 주된 노선은 호찌민 시와 하노이를 연결하는 길이 1,726km 단선 철도, 남북선이다. 철도로는 이웃한 중국과도 연결된다. 떤썬녓 국제공항 등 국제공항이 3개 있고, 베트남 항공 등 2개의 베트남 국적 항공사가 있다. 사이공항 등이 중요 항구이며 해로는 17,000km에 달한다.

## 도로

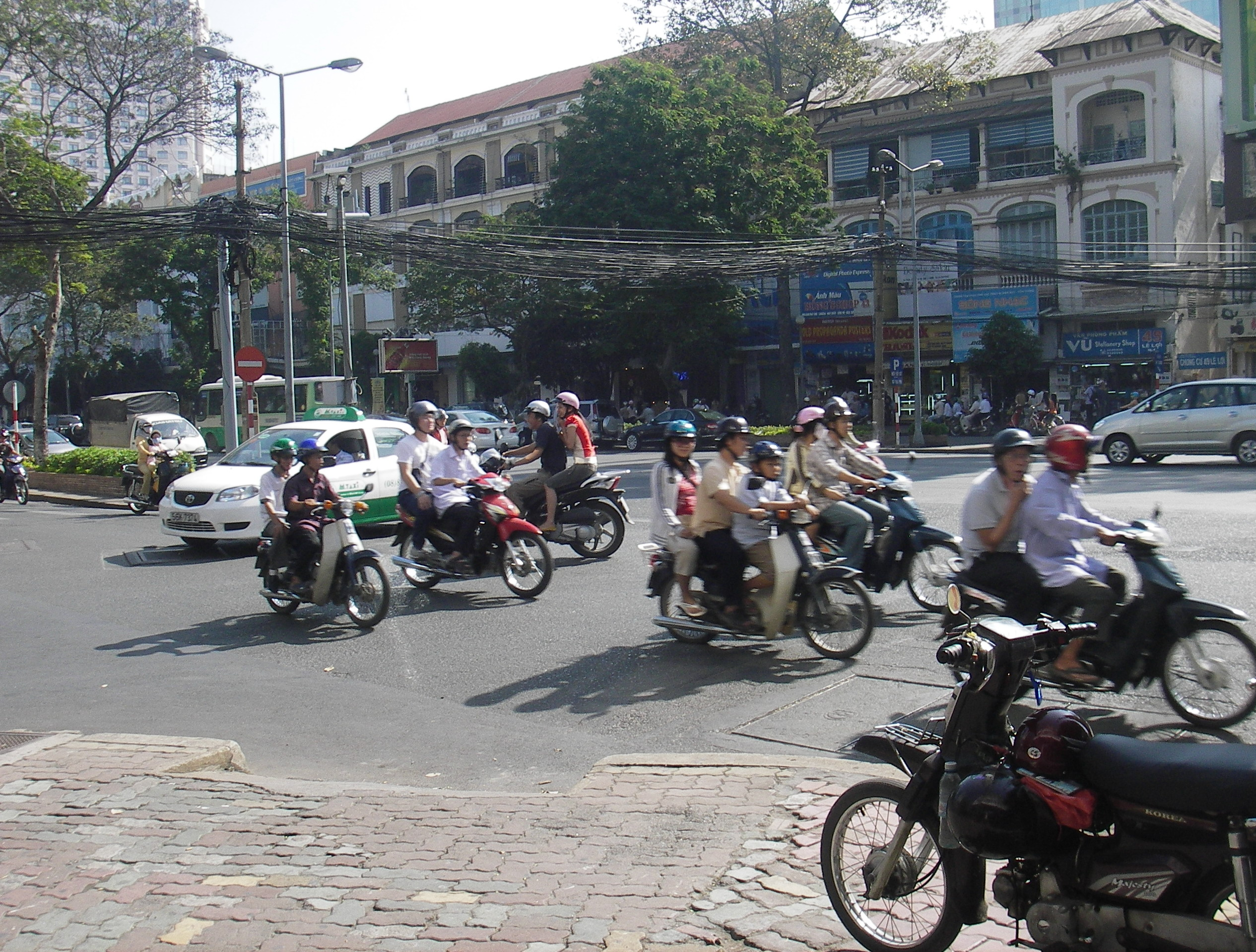
호찌민 시내 거리의 모습

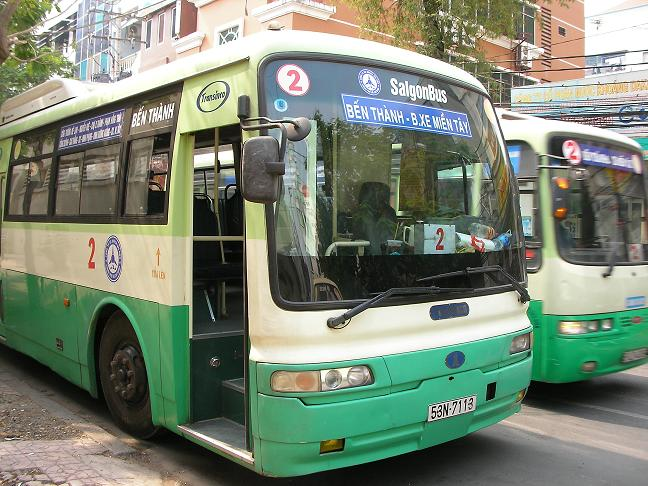
사이공 시내버스

베트남에서 가장 일반적인 교통 수단은 도로 운송이다. 베트남의 도로 체계는 중앙 정부가 관리하는 국가 도로, 성 정부가 관리하는 성급 도로, 지역 행정단위가 관리하는 지방 도로, 도시나 마을이 관리하는 지역 도로 등으로 세분화된다. 베트남의 도로의 총 길이는 약 222,179 km이며 19.0 %가 포장되어 있고, 포장된 도로는 주로 국가 도로와 성급 도로이다. 국가 도로는 17,295 km, 포장율 83.5%이며, 성급 도로는 27,762 km, 포장율 53.6%이다.
하노이와 중국 윈난성 쿤밍을 연결하는 길이 600km의 고속도로가 2013년에 완공될 예정이다.
자전거, 전동자전거, 오토바이는 베트남의 도시, 마을 등에서 도로 교통의 가장 대중적인 수단으로 남아 있으나, 특히 대도시에서는 자가용 자동차의 숫자가 늘고 있다. 회사가 운영하는 공공 버스는 많은 사람들이 장거리를 여행할 때 주요 운송 수단이다. 베트남에서 도시 간 여행에서 이용할 수 있는 도로 교통 수단으로는 일반 시외버스와 여행사의 오픈 투어 버스(Open tour bus)가 있다. 일반 시외버스는 낡은 데다 시간도 오래 걸리기 때문에 장거리 이동이 불편하다. 베트남 전역에서 "Open tour", "Open Date Ticket", "Open Ticket"이라는 광고를 볼 수 있는데 이것은 저렴한 예산으로 여행하려는 외국인을 대상으로 하여 제공되는 오픈 투어 버스이다. 버스에는 에어컨이 갖추어져 있고 호찌민 시와 하노이 사이를 운행하며 사람들은 도중에 주요 도시에서 타고 내릴 수 있다. 경쟁이 치열하여 요금이 많이 내려간 상태여서 실제로, 가장 저렴한 교통 수단이 되었다. 대략 호찌민 시에서 달랏까지 USD5, 호찌민 시에서 하노이까지 USD23 수준이다. 그런데, 실제로는 승객들이 내리고자 하는 목적지를 자유롭게 선택하는 경우에는 요금이 올라간다. 여행사들은 여정 중에 결탁되어 있는 호텔, 식당 등과 매우 공들이고 잘 조직된 네트워크를 통해 리베이트를 받는 것에 의존하기 때문에, 여행자들이 가축떼가 된 듯한 경험을 하기도 한다. 저렴하고 대중적이기는 하나 일단 티켓을 구입하면 거기에 얽매이게 되므로 오픈 투어는 베트남 경험을 위해 이상적인 방법은 아니다. 오픈 투어 버스를 이용하는 베트남 사람들은 거의 없으므로 베트남 사람들과는 고립되어 여행하게 된다. 짧은 구간별로 티켓을 구입하면 비용이 좀 더 들지만 기차도 타고 오토바이도 빌리거나 여행 계획을 변경하는 등의 유연성을 발휘할 수 있다. 하노이와 호찌민 시에서는 도로의 규모가 늘어나는 자동차의 숫자를 감당하지 못해 심각한 교통 문제가 발생하고 있다. 세계 은행과 호찌민 시 산하 교통국이 합동으로 마련한 대중교통 관련정책 협의회는 2010년 6월 15일, 2015년에 호찌민시의 개인 승용차 및 트럭과 오토바이 대수가 등록 기준으로 각각 80만대와 800만대로 2010년보다 배가 늘어날 것으로 예상했다. 이날 협의회에서 참석 전문가들은 지금도 좁고 낡은 도로 사정 등으로 교통체증이 심각한 문제로 대두된 상황에서 앞으로 승용차와 오토바이 대수가 급증할 경우 잦은 교통대란이 불가피할 것이라고 의견을 모았다. 쩐 꽝 푸엉 호찌민시 교통국장은 현재 운행하는 자동차와 오토바이를 주차시키기 위해서는 3천600개의 도로에 3천600만m2의 공간이 필요하지만 실제 주차공간은 2천570만m2에 불과하다고 어려움을 토로했다.

## 철도

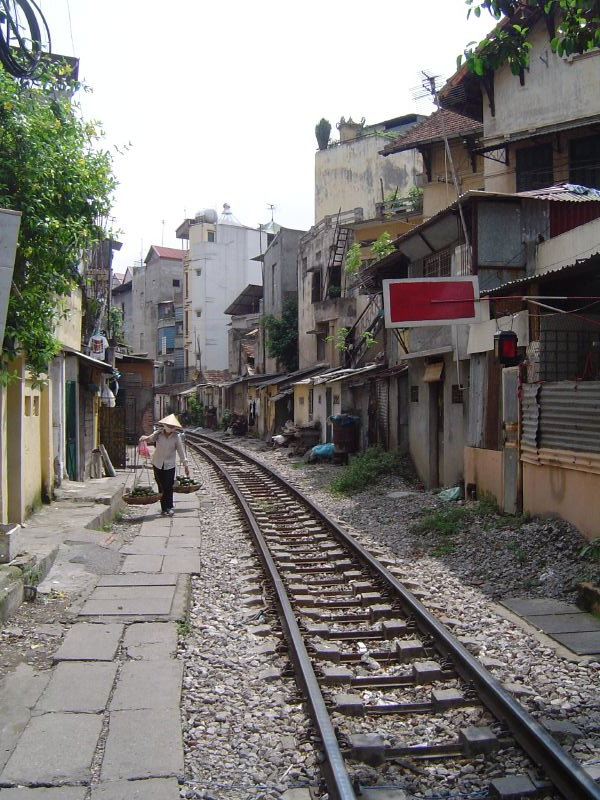
하노이 시내 노선

베트남의 열악한 도로 사정에도 불구하고, 철도는 국가 간선 교통망으로서 큰 기여를 하지 못하고 있다. 전체 화물 운송량의 7%만을 철도가 담당하고 있다. 철도 인프라는 국가가 소유하고, 국영 회사인 베트남 철도(Đường sắt Việt Nam)가 이 철도를 독점적으로 운영하는 상하분리방식(上下分離方式)이 채택되었다. 이 회사는 철도, 통신, 교육, 기타 철도의 유지와 관련된 여러 개의 자회사도 보유하고 있다. 베트남 철도의 전체적인 상황은 열악한 면과 중간적인 면이 공존한다. 전쟁 중에 파괴된 철도 노선을 임시로 고쳐서 쓰고 있는 실정이어서, 철도 노선의 대부분이 재건과 업그레이드가 필요하다. 철도는 단선으로 총길이 2,600km(세계 63위)에 이르러, 철도 밀도는 79.6km/10,000km2이다. 이중 순수한 표준궤는 178km에 불과하고, 이중궤(二重軌)가 253km이며, 2,169km는 미터 궤간 선로이다.(2014년) 표준궤와 이중궤는 주로 북부 지역에 존재한다. 베트남에 총 7개의 철도 노선이 있다. 이 중, 가장 길고 주된 노선은 사이공 역과 하노이 역을 연결하는 길이 1,726km, 미터 궤간의 단선 철도인 남북선이다. 그 외의 노선으로는 하노이-하이퐁 선(102km), 하노이-라오까이 선(296km), 하노이-동당 선(150km), 하노이-꽌찌에우 선(75km), 하노이-켑(Kép)-하이차이(Hai Chai)선(170km), 그리고 켑-꽌찌우 선(55km)이 있다. 하노이-라오까이 선은 중국의 쿤밍까지 연결되는 노선으로 베트남 전쟁 때 중요한 역할을 하였다. 이 노선은 표준궤와 미터 궤간의 이중궤이다. 베트남과 이웃한 라오스 · 캄보디아와는 철로로 연결되어 있지 않다. 다만 2009년, 한 중국 회사가 베트남의 록린과 캄보디아 Bat Doeng을 잇는 길이 255km의 철도 부설의 타당성 조사를 개시하였다. 철도에 의한 수송량은 16억8천만톤킬로 및 22억6천만명킬로이다. (1996년 국제연합에 의한 조사)베트남을 일본과 비교해 볼 때, 국토면적과 인구의 규모는 각각 90%, 60%정도이나, 철도의 운영 길이는 10% 정도에 불과하다. 베트남의 전체 61개 성(省) 중에서 철도가 있는 것은 31개 성에 이른다.

## 항공
하노이 근교의 노이바이 국제공항과 호찌민 시 근교의 떤썬녓 국제공항이 대표적인 국제공항이다. 베트남 항공은 베트남에서 가장 규모가 큰 항공사로서 국내외 노선을 운항하고, 젯스타 퍼시픽 항공은 일부 국제 항편도 있으나 주로 국내선을 운항하고 있다.
대부분의 여행 대리점들은 여행 대리점들이 항공사로부터 수수료를 받기 때문에 직접 항공권을 구매할 때와 비교해 볼 때 수수료를 더 받지는 않는다. 국내 항공권을 예약할 때에도 반드시 여권을 소지하여야 한다.

## 해운

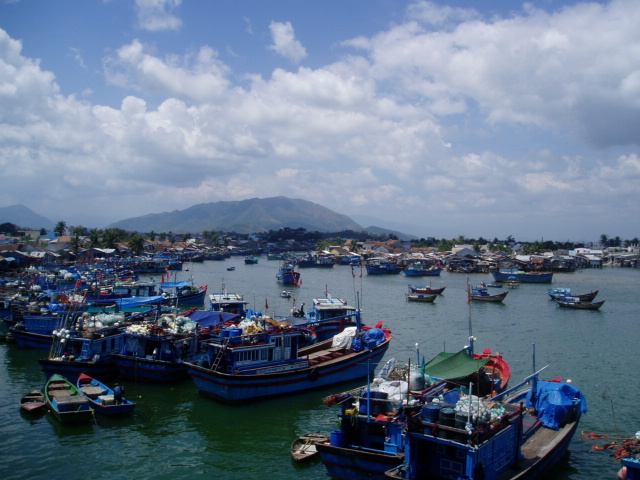
냐짱 항의 전경

강을 통하여 확장되는 해운 교통 체계는 시골 지역에서 뚜렷한 역할을 하고 있다. 운항이 가능한 해로는 1만7천킬로미터가 넘는다. 3개의 주요항구로 사이공항, 하이퐁항, 다낭항(띠엔사항.→다낭의 교통)이 있고 그 외에도 깜란, 홍가이(하롱 시), 끼넌, 냐짱에도 개발된 항구가 있다.
- 사이공항: 가장 중요한 항구 역할을 담당하고 있으며 전체 물동량의 약 50-60%를 취급하고 있다. 이항구는 호찌민 시뿐만 아니라 메콩강 델타지역까지도 담당하고 있다. 약 500천m2의 창고와 25,000DWT의 배를 정박할 수 있는 능력을 가지고 있다. 사이공항구의 년간 처리능력은 약 2백만톤 규모이다. 사이공항구의 최근 급증하는 교통량증가와 대도시에 위치하고 있는 단점을 보완하기 위해서 호찌민 시 북쪽 인근 Baria-Vungtau지역 에 다른 항구를 개발중에 있다.
- 하이퐁항: 북쪽 지역에서 중요한 항구가 하이퐁 항구이다. 하이퐁은 수도 하노이로부터 약 100 km 거리에 위치하고 있다. 하이퐁은 실제로는 강에 있는 항구이며 최대정박능력은 10,000DWT이다. 하이퐁은 432천m2의 창고를 가지고 있다. 하이퐁 항구는 년간 화물처리능력이 8.2백만톤이다. 하이퐁은 베트남 전체 물동량의 10-20%를 담당하고 있다. 하이퐁은 하노이와 고속도로로 연결되어 있어 북부지방의 관문역할을 담당하고 있다. 또한 최근에는 강에 있는 항구의 단점을 극복하기 위해 하이퐁으로부터 80 km, 하노이로부터 180km떨어진 곳인 Cailan Bay에 새로운 항구를 건설하고 있다.

## 같이 보기
- 남북고속도로 (베트남)